# Venthône
Venthône är en ort i kommunen Noble-Contrée i kantonen Valais, Schweiz. Orten var före den 1 januari 2021 en egen kommun, men slogs då samman med kommunerna Miège och Veyras till den nya kommunen Noble-Contrée.